# Wahlkreis Schwarzenberg
Der Wahlkreis Schwarzenberg war ein Landtagswahlkreis zur Landtagswahl in Sachsen 1990, der ersten Landtagswahl nach der Wiedergründung des Landes Sachsen. Er hatte die Wahlkreisnummer 72. Für die Landtagswahlen 1994 wurde auch infolge der Kreisreform die Wahlkreisstruktur verändert, zudem wurde die Zahl der Wahlkreise von 80 auf 60 verringert. Das Gebiet des Wahlkreises Schwarzenberg wurde Teil des Wahlkreises Westerzgebirge 2.
Der Wahlkreis umfasste folgende Gemeinden und Städte des Landkreises Schwarzenberg: Antonsthal,
Beierfeld, Bermsgrün, Breitenbrunn/Erzgeb., Erla, Erlabrunn, Grünhain, Grünstädtel, Johanngeorgenstadt, Markersbach, Pöhla, Raschau, Rittersgrün, Schwarzenberg/Erzgeb., Tellerhäuser, Waschleithe.

## Ergebnisse
Die Landtagswahl 1990 fand am 14. Oktober 1990 statt und hatte folgendes Ergebnis für den Wahlkreis Schwarzenberg:
| Direktkandidat | Partei (Kürzel) | Erststimmen (%) | Zweitstimmen (%) |
| -------------- | --------------- | --------------- | ---------------- |
|                | DA              | -               | 00,4             |
| Karl Matko     | CDU             | 57,2            | 59,6             |
|                | Chr. L          | -               | 00,4             |
|                | DBU             | -               | 00,3             |
|                | DSU             | 07,6            | 05,6             |
|                | F.D.P.          | 06,5            | 04,              |
|                | LL-PDS          | 09,8            | 09,0             |
|                | NPD             | -               | 00,6             |
|                | FORUM           | 05,7            | 04,0             |
|                | RAP             | -               | 00,1             |
|                | SHB             | -               | 00,1             |
|                | SPD             | 13,1            | 15,4             |

Es waren 43.229 Personen wahlberechtigt. Die Wahlbeteiligung lag bei 76,7 %. Von den abgegebenen Stimmen waren 2,6 % ungültig. Als Direktkandidat gewählt wurde Karl Matko (CDU). Er erreichte 57,2 % aller gültigen Stimmen.